# مانهواچو
مانهواچو (به پرتغالی: Manhuaçu) یک منطقهٔ مسکونی در برزیل است که در میناز ژرایس واقع شده‌است. مانهواچو ۶۲۸ کیلومتر مربع مساحت و ۹۱٬۱۶۹ نفر جمعیت دارد.